# 햄 앤드 에그

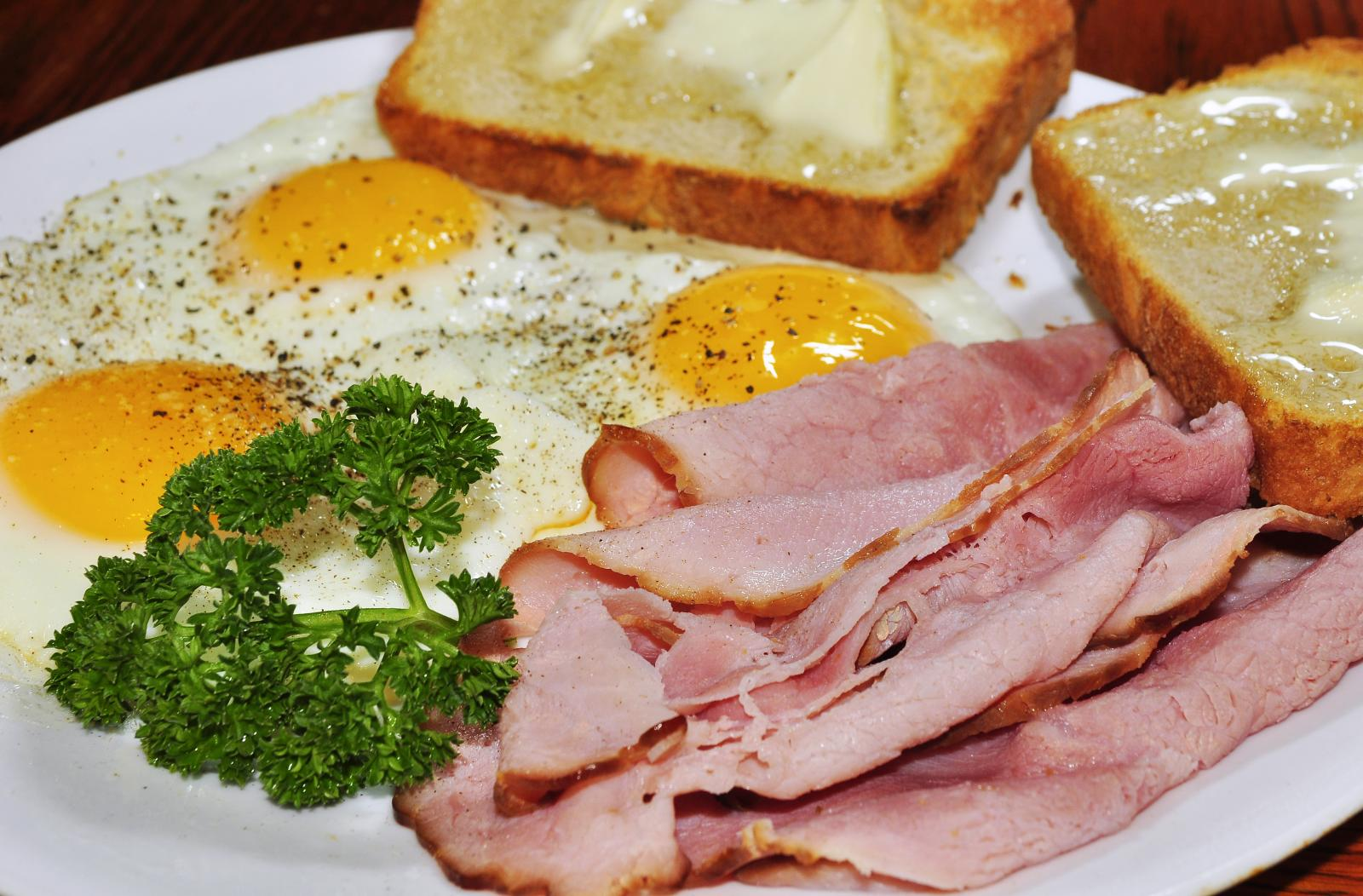
햄 앤드 에그와 빵

햄 앤드 에그(영어: ham and eggs 햄 앤드 에그즈[*])는 달걀 프라이와 햄을 프라이팬에 구운 요리이다. 이용되는 햄은 취향에 따라 다양하다. 베이컨을 사용하는 경우에는 베이컨 앤드 에그라고 한다.

## 같이 보기
- 달걀 스크램블